# Município de Lawrence (condado de Tuscarawas, Ohio)
O município de Lawrence (em inglês: Lawrence Township) é um município localizado no condado de Tuscarawas no estado estadounidense de Ohio. No ano de 2010 tinha uma população de 5.738 habitantes e uma densidade populacional de 83,13 pessoas por km².

## Geografia
O município de Lawrence encontra-se localizado nas coordenadas 40° 37′ 06″ N, 81° 27′ 39″ O. Segundo a Departamento do Censo dos Estados Unidos, o município tem uma superfície total de 69.03 km², da qual 68,71 km² correspondem a terra firme e (0,46 %) 0,32 km² é água.

## Demografia
Segundo o censo de 2010, tinha 5.738 habitantes residindo no município de Lawrence. A densidade populacional era de 83,13 hab./km². Dos 5.738 habitantes, o município de Lawrence estava composto pelo 98,48 % brancos, o 0,37 % eram afroamericanos, o 0,23 % eram amerindios, o 0,21 % eram asiáticos, o 0,05 % eram de outras raças e o 0,66 % eram de uma mistura de raças. Do total da população o 0,75 % eram hispanos ou latinos de qualquer raça.